# Мідланд (команда Формули-1)
Midland F1 Racing (також відома як MF1 Racing або просто «Midland») — конструктор і гоночна команда Формули-1, яка змагалася в сезоні Формули-1 2006 року з пілотами Крістіаном Альберсом і Тіагу Монтейро. Команда була створена шляхом перейменування Jordan Grand Prix після її покупки канадським бізнесменом і власником Midland Group Алексом Шнайдером. Команда була зареєстрована як перша російська команда Формули-1, хоча вона продовжувала базуватися у Великій Британії, на заводі Jordan в Сільверстоуні. Ближче до кінця сезону 2006 року команда була продана Spyker Cars N.V.. Команда брала участь у трьох останніх гран-прі під офіційною назвою Spyker MF1 Racing. У 2007 році команда виступала під назвою Spyker F1, а в 2008 році була продана індійському бізнесмену Віджаю Малльї і була перейменована в Force India F1.

## Купівля Jordan

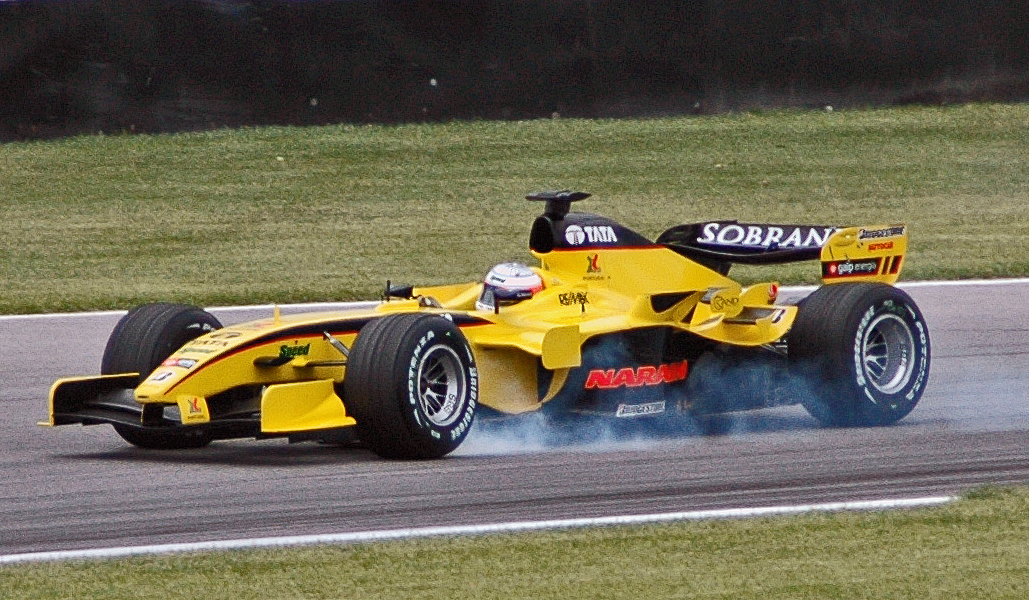
Нараїн Картікеян за кермом Jordan на Гран-прі США 2005 року

Інтерес Midland Group до участі у Формулі-1 почався в 2004 році, коли вони підтвердили плани створити команду для змагань у сезоні 2006 року. Хоча спочатку вони були пов’язані зі створенням нової команди або купівлею Jaguar, натомість група підписала угоду про купівлю команди Jordan у Едді Джордана перед сезоном 2005 року за суму в 60 мільйонів доларів. У результаті команда стала юридичним продовженням Jordan, а не новою командою, яка була б змушена сплатити вступний внесок у розмірі 48 млн. доларів США. Це також дозволило Midland претендувати на призові виплати, отримані від  дев'ятого місця Jordan в Кубку конструкторів.
Команда зберегла назву Jordan в сезоні 2005 року, але опинилась серед команд-аутсайдерів з пілотами-новачками Нараїном Картікеяном і Тіагу Монтейро. Найважливішими моментами сезону стали третє місце Монтейро на Гран-прі США (в якому змагалися лише шість автомобілів через проблеми з шинами Michelin) та восьме місце Монтейро в Спа на мокрій трасі, що стало останнім заліковим очком в історії команди Jordan.
У деяких ЗМІ в цей час почалися припущення, що Midland були незадоволені їхньою покупкою і прагнули позбутись Jordan ще до того, як команда розпочала сезон під власною назвою в 2006 році. Керівник команди Тревор Карлін покинув команду після семи гонок, а головний інженер і дизайнер Марк Сміт залишив команду перед завершенням сезону. Також постійні повідомлення про те, що команда була пов'язана з викупом колишнім пілотом Формули-1 Едді Ірвайном.

## Сезон 2006

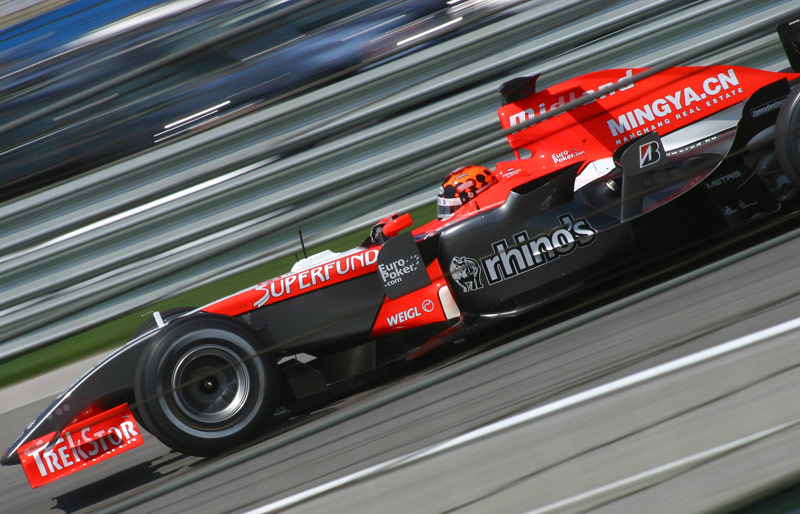
Крістіян Альберс на Гран-прі США 2006 року.

У сезоні Формули-1 2006 року назву команди було змінено на MF1 Racing. У Великій Британії з'явився жарт, що ця коротка форма пишеться так само, як MFI ― виробника економ-меблів. Взимку російський пілот Роман Русінов провів тести за кермом нового боліду Midland M16 з новою лівреєю (з червоним, білим і чорним кольорами, що відображає корпоративні кольори Midland Group) і двигунами Toyota. Мотогонщик MotoGP Макс Б'яджі також провів тест за кермом нового боліду в Сільверстоуні в січні. Італійський конструктор гоночних автомобілів Dallara спочатку мала контракт на розробку M16, однак угоду було розірвано під час процесу проектування після невтішних результатів від італійського виробника. Вище керівництво згодом повірило в чинну команду дизайнерів, підвищивши колишнього керівника відділу досліджень Джеймса Кі на роль технічного директора наприкінці сезону 2005 року.
Шнайдер наполягав на тому, що Midland мали намір представити першого російського пілота Формули-1 ― хоча російські гонщики раніше виступали під час тестів, в основному для команди Minardi, ніхто ніколи не брав участі в Гран-прі, ― але замість цього підписали нідерландця Крістіяна Альберса з Minardi і залишили в команді португальця Тьягу Монтейру. Раніше команда не змогла підписати Такуму Сато.
Протягом дуже короткого часу команди у Формулі-1 вони використовували трьох пілотів на п’ятничних тестах:
- Маркус Вінкельгок у Сахірі, Мельбурні, Гоккенгаймі та Хунгароринзі
- Джорджіо Мондіні у Сепанзі, Імолі, Барселоні, Монте-Карло, Сільверстоуні, Монреалі, Індіанаполісі, Стамбулі та Монці
- Адріан Сутіл на Нюрбургрингу та Маньї-Кур

Під час останніх трьох гонок, як «Spyker MF1 Racing», команда використовувала наступних тест-пілотів:
- Александр Према в Шанхаї
- Адріан Сутіл у Сузуці
- Ернесто Візо на Інтерлагосі

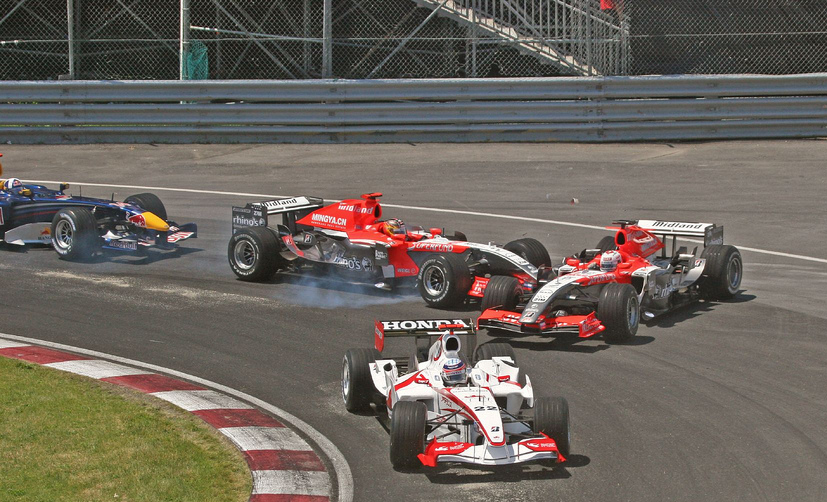
Зіткнення двох пілотів Midland на першому колі Гран-прі Канади 2006 року.

Упродовж сезону 2006 року команда перейшла від того, щоб випереджати Super Aguri, але відставати від усіх інших, до постійної боротьби з іншими командами в середині пелетону, такими як Red Bull Racing і Scuderia Toro Rosso, хоча фінішувала лише попереду пошкоджених болідів, Super Aguri та інколи Toro Rosso. Значна частина цього прогресу була досягнута завдяки розробці шин від Bridgestone у поєднанні зі значними вдосконаленнями аеродинаміки та керованості (під наглядом Саймона Філіпса та Річарда Фріта відповідно). Поліпшення боліду призвело до того, що команда час від часу почала потрапляти до другого сегменту кваліфікацій — вісім раз із можливих 36 загалом — із найкращою кваліфікаційною позицією — 14-ю.
На жаль, це покращення у середині сезону не призвела до реальних результатів, оскільки команда потрапляла в ряд аварій на першому колі, зокрема в Монако, Індіанаполісі та Монреалі, а також команда була дискваліфікована з Гран-прі Німеччини за використання гнучкого крила, що суперечило технічному регламенту.
Команда покращила результати з відставання в, приблизно, чотири секунди з кола від лідерів у 2005 році до відставання, приблизно, в 2 секунди на момент продажу компанії Spyker Cars у вересні 2006 року.

## Продаж команди

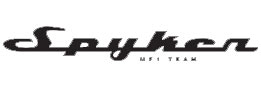
Логотип Spyker MF1 Racing

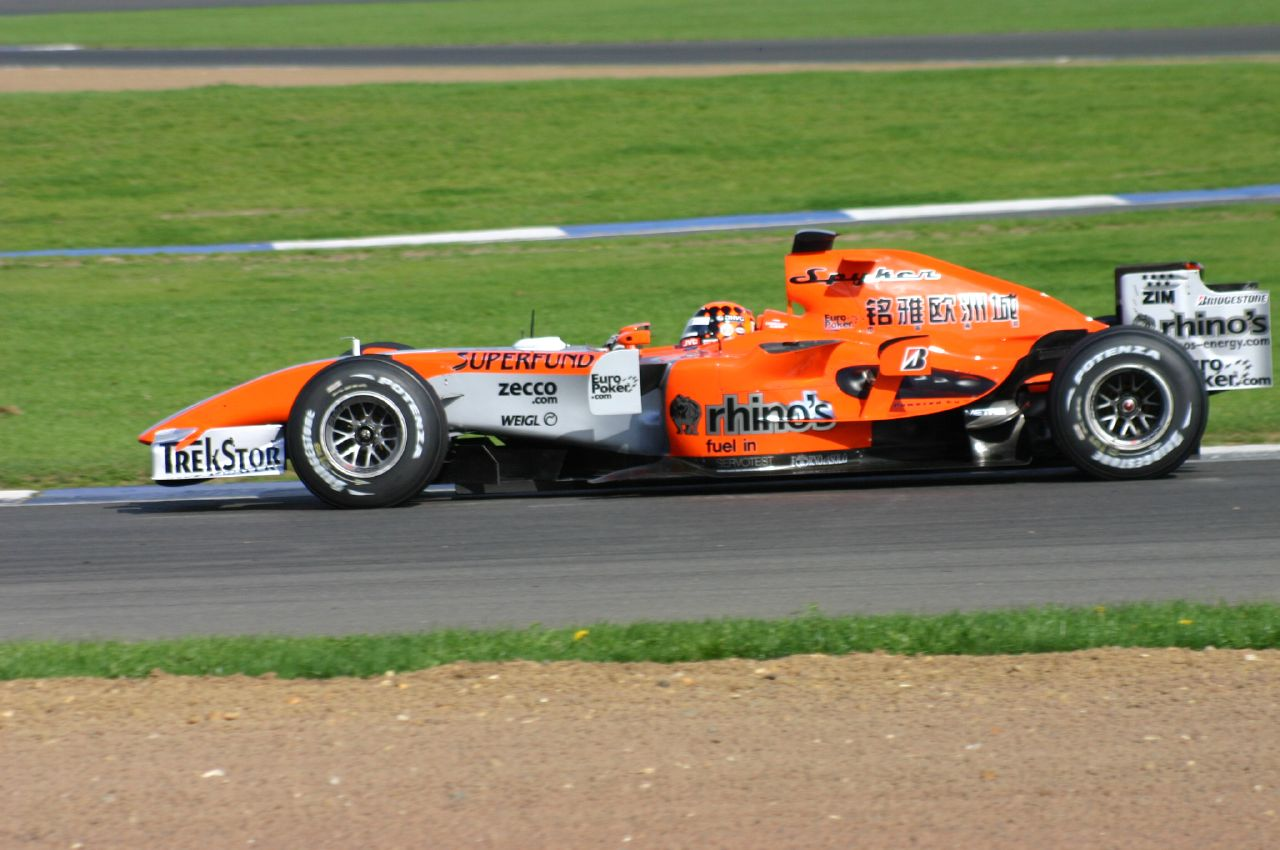
Крістіян Альберс за кермом M16 з новою лівреєю Spyker

Протягом усього сезону в паддоку ходили чутки про можливий продаж команди, менш ніж через два роки після того, як Шнайдер купив її в Едді Джордана. У звітах говорилося про ціну в 128 мільйонів доларів і Шнайдер серйозно розглядав можливість продажу. Команди Формули-1 стали дорожчими, оскільки після 2008 року жодна додаткова команда не могла брати участь у зв'язку з тим, що максимум із 12 місць уже було зайнято.
9 вересня 2006 року стало відомо, що команда була продана Spyker Cars. Spyker заплатив за команду 106,6 мільйонів доларів. 10 вересня ITV Sport повідомили, що Шнайдер більше не брав участі в управлінні командою після оголошення про продаж. Колін Коллес залишився керівником команди, тоді як Міхіель Мол став новим директором з перегонів і членом правління Spyker, а Майк Гаскойн приєднався як головний дизайнер наприкінці сезону. Автомобілі з’явилися у зміненій лівреї для останніх трьох гонок 2006 року. Змінювати назви заборонено в посеред сезону, але Spyker законно могли вказати себе титульним спонсором команди, тому команда брала участь у своїх останніх трьох Гран-прі під офіційною назвою «Spyker MF1 Racing». У 2007 році команда виступала як Spyker F1. З 2008 року команда була перейменована на Force India.

## Результати в Формулі-1
| Рік      | Шасі | Двигун               | Шини | Пілот            | 1    | 2   | 3    | 4    | 5   | 6    | 7   | 8   | 9    | 10   | 11   | 12  | 13  | 14   | 15   | 16   | 17   | 18  | Очки | Місце |
| -------- | ---- | -------------------- | ---- | ---------------- | ---- | --- | ---- | ---- | --- | ---- | --- | --- | ---- | ---- | ---- | --- | --- | ---- | ---- | ---- | ---- | --- | ---- | ----- |
| 2006     | M16  | Toyota RVX-06 2.4 V8 | B    |                  | БАХ  | МАЛ | АВС  | СМР  | ЄВР | ІСП  | МОН | ВЕЛ | КАН  | США  | ФРА  | НІМ | УГО | ТУР  | ІТА  | КИТ  | ЯПО  | БРА | 0    | 10    |
| 2006     | M16  | Toyota RVX-06 2.4 V8 | B    | Тіагу Монтейро   | 17   | 13  | Схід | 16   | 12  | 16   | 15  | 16  | 14   | Схід | Схід | ДСК | 9   | Схід | Схід | Схід | 16   | 15  | 0    | 10    |
| 2006     | M16  | Toyota RVX-06 2.4 V8 | B    | Крістіян Альберс | Схід | 12  | 11   | Схід | 13  | Схід | 12  | 15  | Схід | Схід | 15   | ДСК | 10  | Схід | 17   | 15   | Схід | 14  | 0    | 10    |
| Джерело: |      |                      |      |                  |      |     |      |      |     |      |     |     |      |      |      |     |     |      |      |      |      |     |      |       |

- Команда була дискваліфікована з Гран-прі Німеччини за використання гнучкого крила всупереч технічному регламенту.